# Thomas Bannister
Kapitein Thomas Bannister (Steyning, 1799 -  1874) was een Britse militair en ontdekkingsreiziger.

## Vroege leven
Bannister werd geboren in 1799 in Engeland. In 1813 trad hij tot het '15th Regiment of Foot' toe. Hij diende met het regiment in Canada en keerde in 1821 naar Engeland terug. Vervolgens werd hij tot 1826 in Ierland ingezet. Hij kocht er het laatste jaar de kapiteinsrang. Op dertigjarige leeftijd voer Bannister met drie bedienden aan boord van de Atwick vanuit Londen naar West-Australië. Zijn broer, Saxe Bannister, was de eerste advocaat-generaal ('Attorney General') van de kolonie New South Wales.

## West-Australië
In 1829 arriveerde Bannister in Fremantle. Hij vergezelde Thomas Braidwood Wilson op een expeditie om grond langs de rivier de Canning te selecteren om er zich te vestigen. Bannister was niet tevreden met de manier waarop James Stirling gronden toewees en wenste naar Engeland terug te keren.
Stirling bood hem daarop de post van resident-magistraat ('Resident Magistrate') van Fremantle aan. Daar was een jaarlijkse vergoeding van 100 pond aan verbonden. Bannister stemde toe. Hij werd ook vrederechter ('Justice of Peace') en commissaris en maakte daardoor deel uit van het eerste West-Australische hogerhuis ('Legislative Council') en de regering ('Executive Council') die toen uit dezelfde leden bestonden.
Later dat jaar verkende Bannister de voet van de Darling Scarp. Vervolgens leidde hij, van 14 december 1830 tot 4 februari 1831, een expeditie om een route van de kolonie aan de Swan (Perth) naar de kolonie aan de King George Sound (Albany) te ontwikkelen. Bannister ontdekte in 1831 de rivieren de Frankland en de Forth.
Bannister verliet de kolonie in 1835 en verpachtte de langs de Canning aan hem toegewezen gronden aan William Nairn. Bannister trok naar Victoria en was er stichtend lid van de 'Port Phillip Association'. In maart 1836 reisde hij naar Engeland.
Op 22 augustus 1837 arriveerde Bannister aan boord van de Hero terug in West-Australië. Volgens sommige bronnen deed hij dat jaar aan walvisvangst in Fremantle.
In 1839 reisde Bannister weer naar Engeland. In 1851 deed hij New South Wales en de Victoriaanse goudvelden aan. In 1852 reisde Bannister terug naar Engeland. In 1867 huwde hij Luce Spencer.

## Nalatenschap
Bannister stierf in 1874 aan een hartaanval. De rivier de Bannister, het plaatsje North Bannister en Bannister Street in Fremantle werden naar hem vernoemd.